# ششم کوچک
ششم کوچک (انگلیسی: Minor sixth) در موسیقی کلاسیک فرهنگ غربی، فاصله‌ای موسیقایی است که شامل شش نت روی خطوط حامل می‌شود. ششم کوچک، یکی از دو فاصله ششم رایج است (دیگری ششم بزرگ) و به این دلیل کوچک خوانده می‌شود که نسبت به ششم بزرگ (دارای نه نیم‌پرده) یک نیم‌پرده کمتر دارد (هشت نیم‌پرده) برای نمونه، فاصله بین نت لا (A) تا نت فا (F) یک ششم کوچک است. چنان‌که نت فا، هشت نیم‌پرده بالاتر از نت لا قرار دارد و شش نت بین آنها قرار گرفته است. ششم کاسته و افزوده نیز دارای همان تعداد نت هستند با این تفاوت که تعداد نیم‌پرده‌هایشان متفاوت است (به ترتیب هفت و ده نیم‌پرده)
در اعتدال مساوی ششم کوچک مترادف پنجم افزوده است. این اتفاق در اولین معکوس آکورد هفتم غالب و بزرگ و در دومین معکوس آکورد کوچک رخ می‌دهد.
یک ششم کوچک در نظام کوک خالص اغلب با نسبت ۸:۵ یا ۱٫۶:۱ () از ۸۱۴ سنت مطابقت دارد. در اعتدال مساوی دوازده‌پرده‌ای، یک ششم بزرگ برابر است با هشت نیم‌پرده با نسبت ۲۲/۳:۱ (حدود ۱٫۵۸۷) یا ۸۰۰ سنت (۱۷ سنت کوچک‌تر). نسبت هر دو ششم کوچک و بزرگ با اعداد فیبوناچی مطابقت دارد؛ ۵ و ۸ برای ششم کوچک و ۳ و ۵ برای ششم بزرگ.

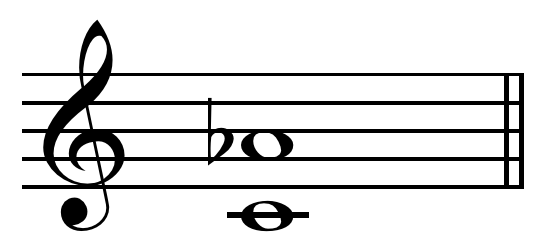
فاصله ششم کوچک از نت «دو» تا «لا بمل»